# Liste bekannter Wetten
Diese Liste bekannter Wetten verzeichnet Wetten, die im Laufe der Zeit eine gewisse Berühmtheit oder Bedeutung erfuhren. Dabei unterscheidet sie zwischen historisch verifizierten, realen Wettverträgen sowie fiktiven, wie sie beispielsweise als Stilmittel in Literatur, Theater und Film regelmäßig zum Einsatz kamen und kommen. Die chronologisch sortierte Auswahl liefert außerdem einen zusammenfassenden Überblick über den Inhalt der jeweiligen Wette sowie über das Datum des Wettabschlusses respektive der Veröffentlichung des die Wette enthaltenden Werks. Sie erhebt keinen Anspruch auf Vollständigkeit.

## Historische Wetten

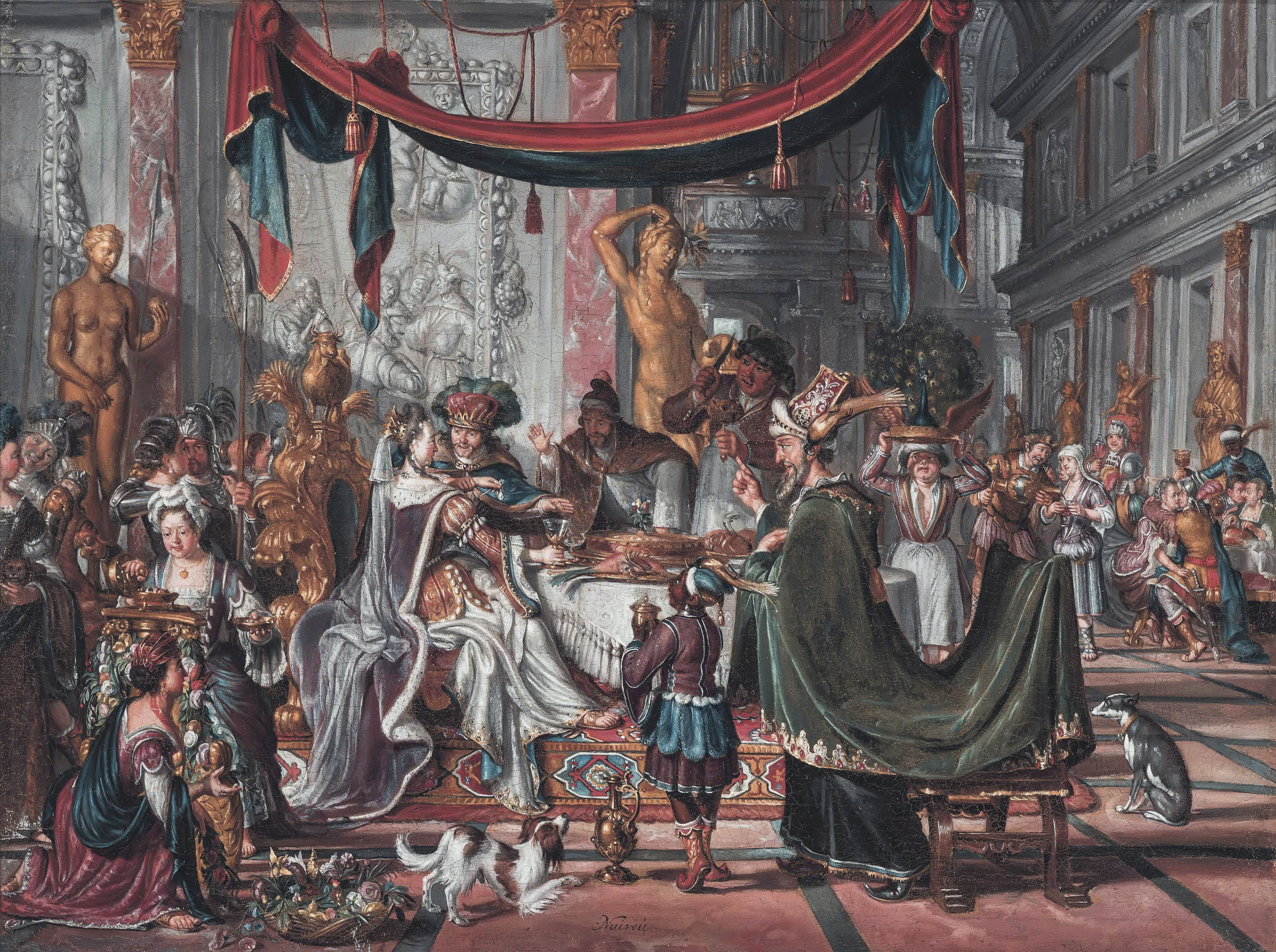
Gemälde von Matthys Naiveu, das den Schiedsrichter Lucius Plancus bei der Verkündung von Kleopatras Wettsieg zeigt

- 1. Jahrhundert v. Chr.: Plinius der Ältere berichtete von einer Wette zwischen Kleopatra und ihrem Geliebten Marcus Antonius. Ihm zufolge bezweifelte Antonius, dass Kleopatra in der Lage sei, ein Festmahl im Wert von 10 Millionen Sesterzen zu arrangieren. Die ägyptische Königin wettete dagegen und ließ am Folgetag zunächst ein wenig prunkvolles Mahl servieren. Ein Gang beinhaltete allerdings eine Schale mit Essig, in der Kleopatra eine Perle auflöste. Ein Schiedsrichter bestimmte sie daraufhin zur Siegerin der Wette.[1] Siehe auch: Perle #Kleopatras Essig

- 1684: Der britische Astronom Christopher Wren schrieb für den Gewinner einer Wette zwischen Edmond Halley und Robert Hooke ein Preisgeld von 40 Schilling aus. Ziel war es, die Keplergesetze aus einem Ansatz einer umgekehrt zum Quadrat der Entfernung abnehmenden Gravitationskraft abzuleiten. Die Wette war Anstoß für Isaac Newtons Arbeiten an seinem späteren Hauptwerk Philosophiae Naturalis Principia Mathematica.[2]

- 1785: Die Girl in the  Balloon Bet zwischen Lord Cholmondeley (George James Cholmondeley, 1. Marquess of Cholmondeley, 1749–1827) und Lord Derby (Edward Smith Stanley, 12. Earl of Derby, 1752–1834) wurde zu einer besonderen Attraktion des Betting Book des Brooks’s Club in London, in dem verzeichnet ist: “Ld. Cholmondeley has given two guineas to Ld. Derby, to receive 500 Gs. whenever his lordship fucks a woman in a balloon one thousand yards from the earth” (deutsch: „Lord Cholmondeley hat Lord Derby zwei Guineen gegeben, um 500 Guineen zu erhalten, wann auch immer seine Lordschaft eine Frau in einem Ballon 1000 Yards von der Erde entfernt beschläft“).[3]

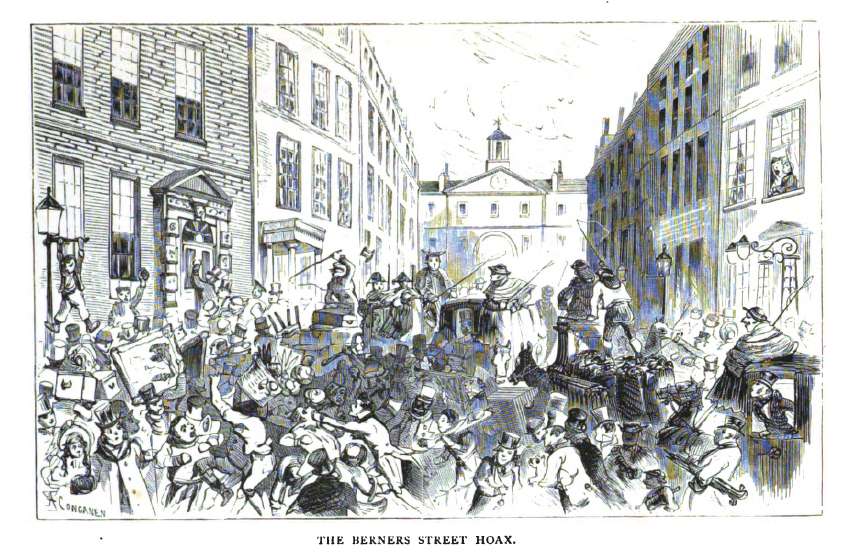
Andrang vor dem Haus der von Hook wegen einer Wette erfundenen Mrs. Tottenham, festgehalten von Alfred Concanen

- 1810: Bei einem Spaziergang durch London kam dem Schriftsteller Theodore Hook eine Idee für eine Wette. Er versicherte dem Architekten Samuel Beazley, er könne jedes beliebige Haus zur beliebtesten Adresse der Stadt machen. Beazley akzeptierte bei einem Einsatz von einer Guinee und sie einigten sich auf ein Anwesen in der Berners Street. Während der kommenden Wochen verfasste Hook nun tausende Briefe im Namen einer vermeintlich dort wohnhaften Mrs. Tottenham mit Anfragen an Handwerker, Lieferanten und Behörden und beobachtete gemeinsam mit seinen Freunden das dadurch verursachte Geschehen vor dem Haus. Obwohl die Polizei auf den unbekannten Verfasser der Briefe angesetzt wurde, konnte Hook der Streich zu Lebzeiten nie nachgewiesen werden.[4] Siehe auch: Berners Street Hoax

- 1885: Samuel Loyd wettete mit dem Schachweltmeister Wilhelm Steinitz, dass er schneller ein Schachproblem konstruieren könne, als Steinitz eine Lösung finden könne. Den Dreizüger, den Loyd daraufhin in zehn Minuten komponierte, löste Steinitz erfolgreich in nur drei Minuten. Daraufhin schlossen sie eine weitere Wette ab, dass Loyd eine Aufgabe erschaffen könne, die Steinitz gar nicht lösen könne. Der Sieg in dieser Wette ging hingegen an Loyd.[5]

- 1870: Alfred Russel Wallace erfuhr über eine Zeitschriftenanzeige von einer Wette eines Befürworters der flachen Erde. Dieser bot £ 500 für den Nachweis einer konvexen Krümmung in einem Gewässer wie einem Fluss, Kanal oder See. Wallace befestigte mit einem Abstand von 10 km zwei Objekte in selber Höhe entlang eines Kanals. Beim Blick durch ein Teleskop erschien nun wegen der Erdkrümmung ein Objekt höher als das andere. Das ausgeschriebene Wettgeld erhielt Wallace trotz jahrelanger Streitigkeiten und Gerichtsprozesse jedoch nie.[6] Siehe auch: Bedford Level Experiment

- 1920: Eine Wette mit ihrer Schwester, sie könne keinen Kriminalroman verfassen, in dem der Leser den Täter nicht vor der Auflösung erkennen könne, bewegte Agatha Christie zum Verfassen ihres Bestsellers Das fehlende Glied in der Kette. Diese Anekdote findet sich auch in den Klappentexten einzelner Ausgaben.[7]

- 1920er-Jahre: Während einer Dinnerparty erzählte eine Gästin dem damaligen US-Präsidenten Calvin Coolidge, sie habe mit einem der anderen Gäste eine Wette abgeschlossen, dass sie es schaffe, Coolidge dazu zu bringen, im Laufe des Essens mehr als zwei Wörter von sich zu geben. Dieser antwortete lediglich “You lose” (deutsch: „Du verlierst“), wodurch sie die Wette verlor.[8]

- 1959: Der US-amerikanische Kinderbuchautor Dr. Seuss wettete mit seinem Verleger Bennett Cerf um 50 US-Dollar, dass Seuss nicht in der Lage sei, ein Buch zu schreiben, das höchstens aus 50 Wörtern besteht. Ein Jahr später erschien Seuss’ Buch Grünes Ei mit Speck: das Allerbeste, das exakt diese Anzahl Wörter enthält.[9]

- 1968: Der schottische Schachspieler David Levy wettete, dass ihn zehn Jahre lang kein Schachcomputer mit künstlicher Intelligenz in einem Wettkampf schlagen könne. Er gewann die Wette 1978.[10]

- 1974: Während der Aufnahmearbeiten zum Lied Whatever Gets You thru the Night wettete Elton John mit John Lennon, dass ebenjene Single aus Lennons Studioalbum Walls and Bridges ein Nummer-eins-Hit werden würde. Sie einigten sich darauf, dass er gemeinsam mit Elton John auftreten würde, wenn der Titel Platz 1 der Billboard Hot 100 erreichen sollte. Als er schließlich tatsächlich auf der Spitzenposition einstieg, überraschte Lennon Elton John bei einem Konzert im Madison Square Garden. Es war Lennons letzter öffentlicher Liveauftritt.[11][12]

- 1975: Der Astrophysiker Stephen Hawking wettete mit Kip Thorne um ein Abonnement des Pornomagazins Penthouse, dass Cygnus X-1 kein Schwarzes Loch sei. 1990 gelang Thorne der Nachweis und Cygnus X-1 ging als das erste nachweislich tatsächlich existierende Schwarze Loch in die Geschichte ein. In seinem Buch Eine kurze Geschichte der Zeit erklärte Hawking, dass er so wenigstens den Trost einer gewonnenen Wette gehabt hätte, wenn es sich herausgestellt hätte, dass es keine Schwarzen Löcher gibt.[6]

- 1976: Eigenen Angaben zufolge schrieb der US-amerikanische Schriftsteller Michael Crichton seinen Roman Schwarze Nebel nur, um eine Wette mit einem Freund zu gewinnen. Dieser hatte zuvor behauptet, Crichton wäre es nicht möglich, aus Beowulf eine unterhaltsame Geschichte zu machen.[13]

- 1977: Die beiden befreundeten Filmemacher George Lucas und Steven Spielberg wetteten um 2,5 % der jeweiligen Filmerlöse, ob Spielbergs Unheimliche Begegnung der dritten Art oder Lucas’ Krieg der Sterne der größere Erfolg würde. Dabei tippten beide jeweils auf den Film des anderen. Schließlich spielte erstgenannter weltweit etwa 304 Millionen US-Dollar ein, zweitgenannter mehr als doppelt so viel.[14]

- 1980: Der Wissenschaftler Julian L. Simon wettete, dass sein Kollege Paul R. Ehrlich, der wegen seines Buchs Die Bevölkerungsbombe als „Weltuntergangsprophet“ galt, ihm keine fünf Rohstoffe nennen könne, die in den nächsten zehn Jahren an Wert zunehmen würden. Ehrlich ging davon aus, dass die Preise seiner gewählten Metalle Chrom, Kupfer, Nickel, Zinn und Wolfram in diesem Zeitraum aufgrund von Knappheit steigen würden. Inflationsbedingt sanken sie allerdings um rund die Hälfte und er verlor die Wette.[15]

- 2005: Der Investmentbanker Michael Burry wurde in den 2000er-Jahren für seine Prognose bekannt, der US-amerikanische Immobilienmarkt werde 2007 zusammenbrechen, worauf er wettete. Durch seine korrekten Vorhersagen, die im Widerspruch zu den Annahmen der Wall Street standen, verdiente er in diesem Jahr etwa 100 Millionen US-Dollar. Seine Biografie wurde 2015 in The Big Short mit Christian Bale in der Hauptrolle verfilmt.[16]

- 2010: In der Samstagabendshow Wetten, dass..? verletzte sich Samuel Koch bei der Wette, er könne mithilfe von Sprungstiefeln über fünf fahrende Autos springen. Er scheiterte am vierten Fahrzeug, als er zunächst mit dem Kopf gegen dessen Dach und anschließend auf dem Boden aufschlug. Beim schwer verletzten Koch wurde Tetraplegie diagnostiziert. In der Folge gab Thomas Gottschalk nach 22 Jahren als Moderator der Show seinen Austritt bekannt.[17] Siehe auch: Samuel Koch #Unfall

## Fiktive Wetten

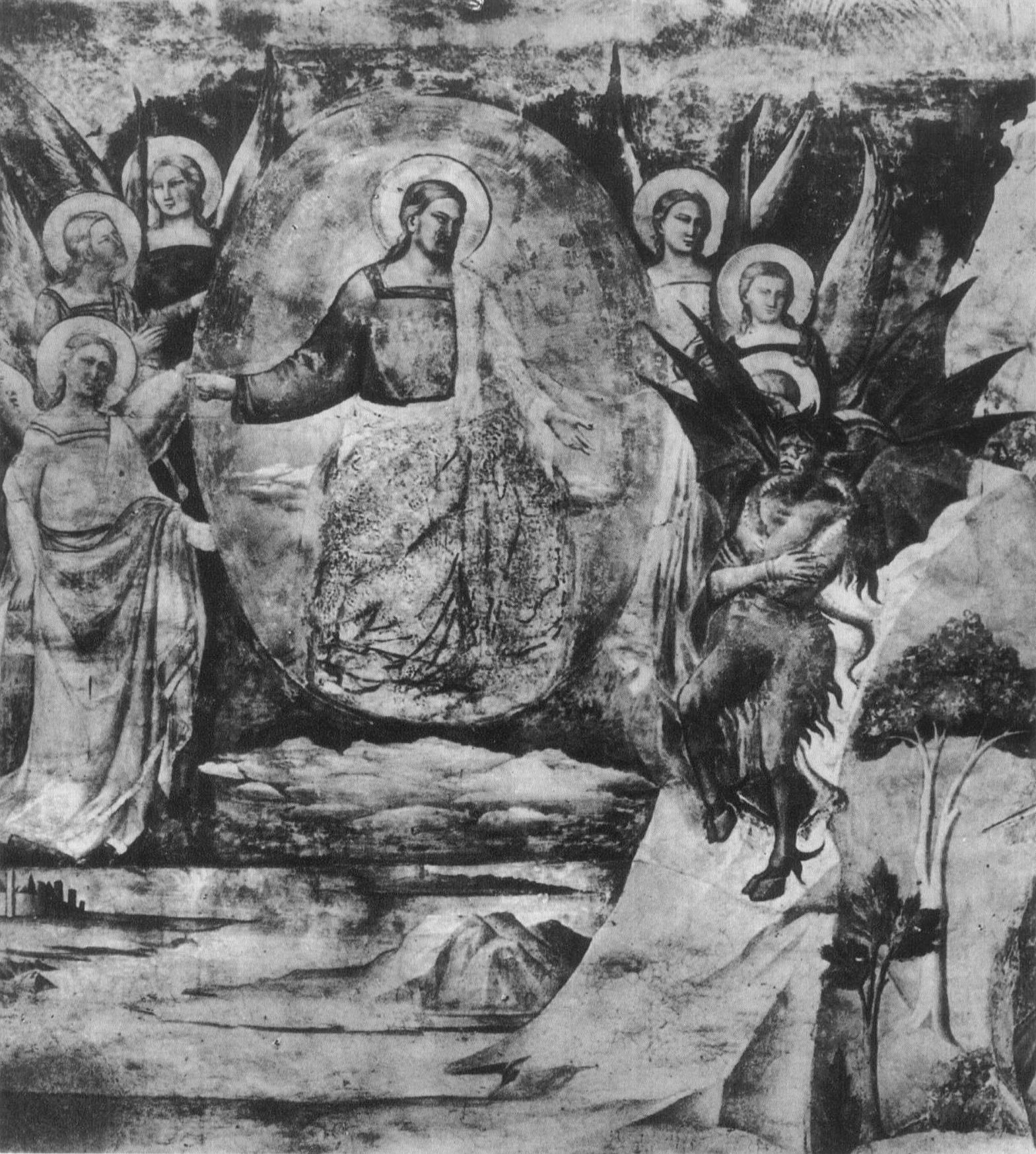
Das Fresko von Taddeo Gaddi zeigt Satan, der vor Gott erscheint, um Hiobs Frömmigkeit auf die Probe zu stellen.

- ~5. Jahrhundert v. Chr.: Die biblische Person Hiob wird Mittelpunkt einer Wette zwischen dem jüdischen Gott JHWH und Satan. Gott möchte seinem Rivalen beweisen, dass Hiob immer gottesfürchtig und fromm bleibt, egal was ihm geschieht. Satan überschüttet Hiob daraufhin mit allerhand Leid, doch dieser kommt trotz der massiven körperlichen und seelischen Qualen nicht vom Glauben ab.[18]

- 9. Jahrhundert: Die in der Skáldskaparmál enthaltene Erzählung von Lokis Wette mit den Zwergen beschreibt eine Wette Lokis mit dem Zwerg Brokkr. Loki ist der Auffassung, Brokkrs Bruder Sindri sei nicht in der Lage, große Kunstwerke wie Odins Speer Gungnir oder Freyrs Schiff Skidbladnir zu fertigen. In der Folge erschafft dieser unter anderem den Zauberring Draupnir sowie Thors Hammer Mjölnir. Siehe auch: Ivaldi (Mythologie)

- 1623: William Shakespeare schildert in seinem Theaterstück Cymbeline eine Wette zwischen dem römischen Soldaten Iachimo und Posthumus, der gegen den Willen des Königs dessen Tochter Imogen geheiratet hat und deshalb verbannt wurde. Iachimo ist der Meinung, dass er Posthumus’ Geliebte zum Ehebruch verleiten könne. Sollte ihm dies gelingen, möchte er im Gegenzug den Ring von Posthumus, den ihm die Königstochter zum Abschied geschenkt hat. Iachimo macht sich auf nach Italien, schafft es aber nicht, Imogen zu verführen. Dennoch kehrt er zurück und behauptet gegenüber Posthumus ebendies.

- 1782: Der weithin als Verführer bekannte Vicomte de Valmont wettet mit der Marquise de Merteuil in Pierre-Ambroise-François Choderlos de Laclos’ Briefroman Gefährliche Liebschaften, er könne die überaus treue und tugendhafte Madame de Tourvel verführen. Die skeptische Marquise offeriert ihm im Gegenzug eine Nacht mit ihr. Als der Vicomte schlussendlich seine Belohnung einfordern möchte, verweigert sie ihm diese jedoch mit dem Vorwand, er hätte sich in die schöne Madame de Tourvel verliebt.[19]

- 1786: In mehreren literarischen Verarbeitungen des Baron-Münchhausen-Stoffs, zum Beispiel in der des deutschen Dichters Gottfried August Bürger, ist auch von einer Wette die Rede, die der Baron mit dem Sultan bei einem Glas Wein abschließt. Der Baron ist der Überzeugung, er könne dem Sultan innerhalb einer Stunde einen noch hochwertigeren Wein besorgen. Sollte er gewinnen, würde er reich belohnt; bei einer Niederlage würde ihn der Sultan aber „einen Kopf kürzer“ machen. Münchhausen lässt daraufhin dem Kaiser in Wien einen Brief bringen mit der Bitte, eine Flasche Wein nach Istanbul zu schicken.[20]

- 1790: Mozarts Oper Così fan tutte erzählt die Geschichte der beiden jungen Offiziere Ferrando und Guglielmo, die glauben, dass ihnen ihre beiden Partner niemals untreu sein würden. Der zynische Don Alfonso wettet dagegen; als Teil seines Plans überbringt er den Damen die Nachricht, dass ihre Männer an die Front berufen wurden. In Verkleidung kehren diese zu der Frau des jeweils anderen zurück und schaffen es nach einiger Zeit, sie auch zu einer Hochzeit zu überreden, wodurch sie die Wette verlieren.[21]

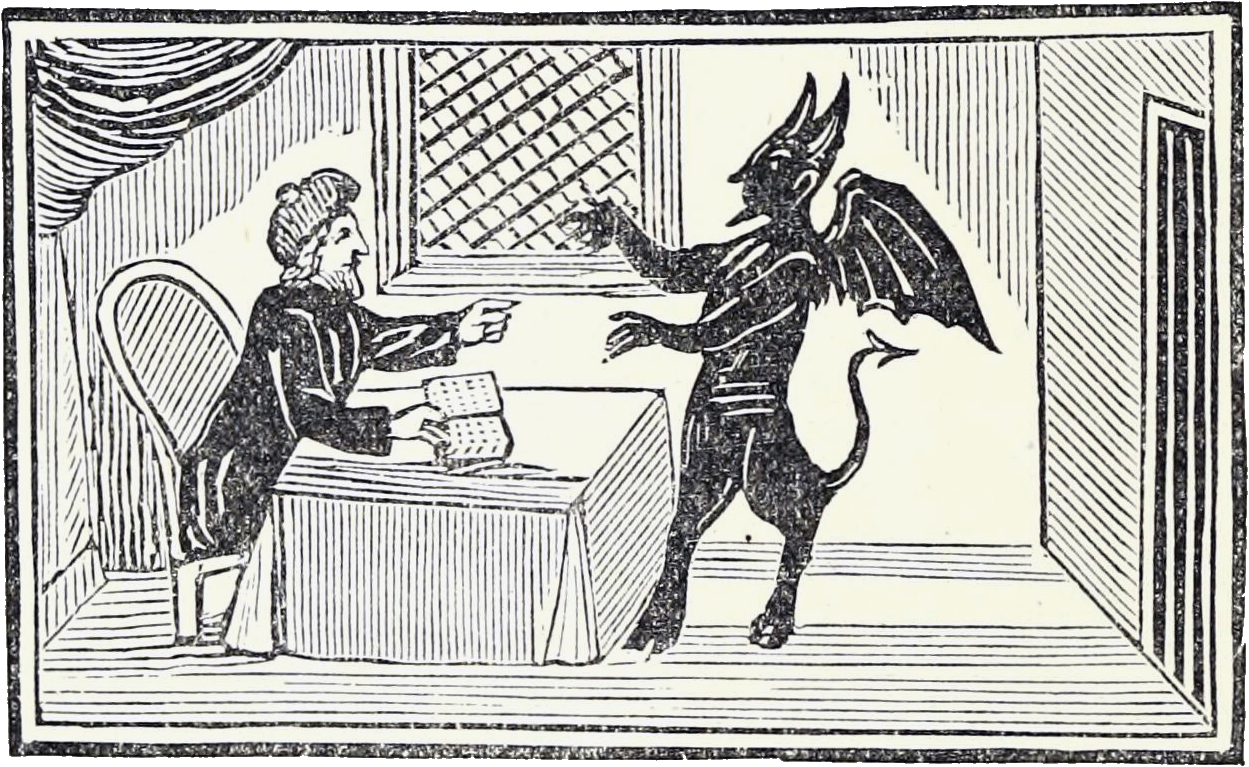
Illustration von Mephisto und Faust, die in Fausts Studierzimmer einen Pakt schließen

- 1808: In Goethes Faust. Eine Tragödie. schließt der namensgebende Heinrich Faust mit Mephisto einen Pakt in Form einer Teufelswette, da er glaubt, selbst der Teufel könne ihn nicht vom rechten Weg abbringen. Dieser bewegt Faust daraufhin unter anderem zum Mord an Bruder und Mutter seiner schwangeren Geliebten Gretchen, die im Wahn schließlich auch ihr uneheliches Kind tötet.[22]

- 1823: Lysiart schlägt Adolar in Carl Maria von Webers Euryanthe eine Wette vor, die beinhaltet, dass er Euryanthe der Untreue überführen könne, und sollte er diese Wette gewinnen, müsse ihm Adolar seinen gesamten Besitz übergeben. Mithilfe von Euryanthes Schwester Eglantine gelingt es Lysiart, Adolar auszutricksen, wodurch er (zu Unrecht) sämtliche seiner Ländereien erhält.

- 1873: Der wohlhabende Phileas Fogg wettet um 20.000 Pfund Sterling, dass er in 80 Tagen um die Welt reisen könne. Die Wette ist erstmals in Jules Vernes Roman Reise um die Erde in 80 Tagen enthalten und wird von Fogg nur knapp wegen der Überschreitung der Datumsgrenze gewonnen.

- 1876: Richard Wagners Oper Siegfried enthält eine Wissenswette zwischen dem Schmied Mime und Wotan in Gestalt eines Wanderers. Mime stellt seinem Gegenüber allerdings viel zu einfache Fragen und verliert somit sowohl die Wette wie auch den Wetteinsatz, sein Haupt.[23]

- 1913: Das Schauspiel Pygmalion von George Bernard Shaw beschreibt eine Wette des Professors Henry Higgins, der behauptet, dass er die ungehobelte Blumenverkäuferin Eliza Doolittle zu einer feinen Dame der Londoner Gesellschaft machen könne. Es gelingt ihm zwar, aber Eliza verlässt den Professor, weil sie von ihm sehr herablassend behandelt wird. Die von Ovids Pygmalion abgeleitete Handlung ist u. a. die Grundlage für das Musical My Fair Lady.

- 1915: Im Science-Fiction-Stummfilm Die große Wette von Harry Piel wettet Ardan mit seinem Freund George Fogg, er könne in den nächsten zwei Wochen einen Roboter konstruieren, mit dem es Fogg keine drei Tage und Nächte aushalten werde. Als der Roboter fertig ist und Fogg schon dabei ist, den dritten Tag mit ihm zu verbringen, explodiert das Kunstwesen unerwartet.

- 1950: Im Laufe des Romans Der Richter und sein Henker von Friedrich Dürrenmatt erfährt der Leser, dass der Verbrecher Gastmann mit dem Kommissar Bärlach in jungen Jahren ein Wette abgeschlossen hatte. Gastmann wettete, er könne ein Verbrechen begehen, das Bärlach ihm nie nachweisen werde. Daraufhin begeht er einen Mord und wird 40 Jahre lang erfolglos von Bärlach gejagt, bis er in eine Falle gerät, in der er zu Tode kommt.

- 1954: Die Filmkomödie Sein größter Bluff mit Gregory Peck in der Hauptrolle erzählt die Geschichte des mittellosen Amerikaners Henry Adams, der zufällig Gegenstand einer Wette wird. Die beiden äußerst wohlhabenden Montpellier-Brüder versuchen herauszufinden, ob schon der bloße Besitz einer Eine-Million-Pfund-Banknote einem Menschen zu Wohlstand und Glück verhilft, und übergeben Adams den Geldschein. Der Film beruht auf einer Kurzgeschichte von Mark Twain.

- 1962: Im Roman Einer flog über das Kuckucksnest von Ken Kesey schließt der Hobbyspieler McMurphy mit anderen Insassen seiner psychologischen Anstalt Wetten ab, ob er es schafft, die Oberschwester Ratched mürbe zu machen und sie auszutricksen. McMurphy gewinnt die Wette bei einem Fernsehabend aller Patienten, den die Oberschwester vergeblich zu unterbrechen versucht.[24]

- 1962: Der Waisenjunge Timm Thaler tauscht in James Krüss’ Roman Thimm Thaler oder Das verkaufte Lachen sein Lachen gegen die Fähigkeit, jede Wette zu gewinnen, was er später jedoch bereut. Daraufhin überlegt sich Timm immer außergewöhnlichere Wetten in der Hoffnung, zu verlieren und somit sein Lachen zurückzugewinnen.

- 1963: In ihrem Comic Asterix und Kleopatra erzählen René Goscinny und Albert Uderzo von einer Wette zwischen Kleopatra und Julius Caesar. Letztgenannter ist der Auffassung, dass die Ägypter zu dekadent geworden sind und möchte das Land lieber seinen Römern überlassen. Kleopatra ist erzürnt und wettet, sie könne Caesar innerhalb von drei Monaten einen äußerst prunkvollen Palast in Alexandria bauen. Der Architekt Numerobis schafft es gemeinsam mit seinem Bauteam, den Termin einzuhalten, womit Kleopatra die Wette gewinnt.

- 1985: Als sein Onkel stirbt, wird der Protagonist von Walter Hills Zum Teufel mit den Kohlen Monty Brewster der designierte Erbe von dessen 300 Millionen US-Dollar großen Vermögen, jedoch unter der Voraussetzung, dass er es schafft, innerhalb von einem Monat 30 Millionen Dollar auszugeben. Sollte er die Wette ablehnen, würde er lediglich eine Million Dollar erhalten. Brewster akzeptiert die Bedingungen der Wette, stellt aber bald fest, dass es schwerer wird als erwartet. Am Ende des Monats besitzt er noch 20.000 Dollar. Da er in letzter Minute seine Anwältin damit bezahlt, wird er zum rechtmäßigen Erben erklärt.

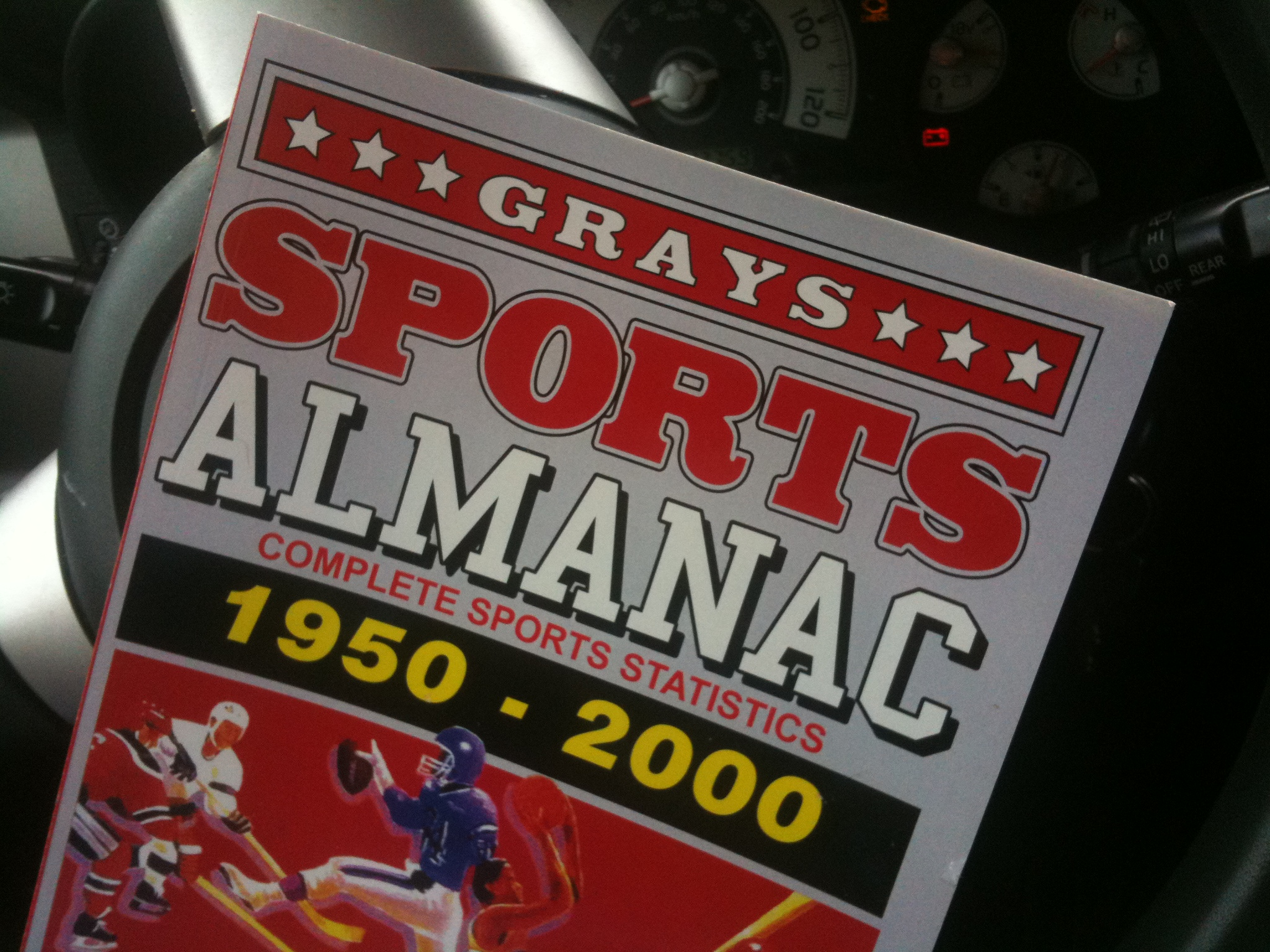
Foto des Gray Sports Almanac, den Marty McFly erwirbt, um in der Vergangenheit mit Sportwetten Geld zu verdienen

- 1989: Der Zeitreisende Marty McFly aus Robert Zemeckis’ Film Zurück in die Zukunft II will in seiner Gegenwart Geld mit Sportwetten verdienen. Dazu erwirbt er in der Zukunft einen Almanach, der in die Hände von Biff Tannen gelangt. Dieser übergibt seinem jüngeren Ich aus der Vergangenheit das Sammelwerk aus der Zukunft und wird dort durch eine Vielzahl an Wetten reich und mächtig. Indem Marty den Almanach verbrennt, kann er die ursprünglich Zeitlinie jedoch wiederherstellen.

- 1994: Der Boxer Butch Coolidge wird in Quentin Tarantinos Pulp Fiction von dem Verbrecherboss Marsellus Wallace dafür bezahlt, absichtlich einen anstehenden Kampf zu verlieren. Butch nutzt die Situation aus und wettet auf sich selbst. Im Ring schlägt er anschließend seinen Gegner nieder, wodurch dieser stirbt. Butch möchte daraufhin mit seiner Freundin aus der Stadt fliehen, wird aber inzwischen schon von den Leuten seines Geldgebers gejagt.

- 1999: Analog zur Vorlage Gefährliche Liebschaften aus dem Jahr 1782 steht auch in Roger Kumbles moderner Filmadaptation Eiskalte Engel eine Wette rund um die Verführung eines braven, schönen Mädchens im Vordergrund. Kathryn (verkörpert von Sarah Michelle Gellar) wettet mit ihrem Stiefbruder Sebastian, dass er es nicht schafft, die jungfräuliche Tochter des Schuldirektors Annette zu verführen. Zur Belohnung winkt ihm Geschlechtsverkehr mit ihr; im Falle einer Niederlage würde sie jedoch seinen Sportwagen erhalten. Sebastian gewinnt, wird aber von seiner Schwester zurückgewiesen.

- 2002: In Episode 8 der 6. Staffel der Zeichentrickserie South Park wettet Cartman, dass er sich Essen in seinen Anus einführen, dieses verdauen und anschließend oral ausscheiden kann. Sein Freund Kyle hält dies für unmöglich und bietet ihm 20 Dollar, falls er es tatsächlich schafft. Auf einer öffentlichen Toilette liefert Cartman den Beweis und erhält den Wetteinsatz von Kyle, außerdem wird ihm ein sogenannter „Scheißorden“ verliehen.

- 2019: Im Filmthriller Der schwarze Diamant investiert der von Adam Sandler gespielte Juwelier Howard trotz hoher Schulden eine gewaltige Summe in eine dreifache Kombi-Wette, die beinhaltet, dass der Basketballspieler Kevin Garnett in der kommenden Begegnung eine Rekordleistung abruft. Er hatte ihm zuvor einen schwarzen Opal als Glücksbringer verkauft. Garnetts Boston Celtics entscheiden das Spiel für sich, wodurch Howard etwa 1,2 Millionen US-Dollar gewinnt; doch er wird kurze Zeit später erschossen.